# Bobby Winkles
Robert Brooks Winkles dit Bobby Winkles (né le 11 mars 1930 à Tuckerman (Arkansas, États-Unis) et mort le 17 avril 2020 à Indian Wells) est un entraîneur américain de baseball universitaire et professionnel qui dirige les Sun Devils d'Arizona State de 1959 à 1971, puis fait le saut dans la Ligue majeure de baseball pour diriger les Angels de la Californie en 1973 et 1974 et les Athletics d'Oakland en 1977 et 1978. Il est aussi instructeur des Angels, des Athletics, des Giants de San Francisco, des White Sox de Chicago et des Expos de Montréal.

## Carrière de joueur
Bobby Winkles est d'abord joueur d'arrêt-court au baseball. Il évolue en ligues mineures de 1951 à 1958 avec des clubs affiliés aux White Sox de Chicago et aux Phillies de Philadelphie, sans atteindre le baseball majeur.
Élu en 2006 au Temple de la renommée du baseball collégial américain, Bobby Winkles est l'entraîneur des Sun Devils de l'université d'État de l'Arizona de 1959 à 1971. Il mène ses joueurs à trois titres nationaux (1965, 1967, 1969) en 4 participations en 5 ans aux College World Series et remporte 524 victoires contre à peine 173 défaites en 13 ans aux commandes des Sun Devils. Le terrain du Packard Stadium, stade de Tempe où jouent les Sun Devils de 1974 à 2014, est nommé Bobby Winkles Field en son honneur.
Bobby Winkles rejoint en 1972 le personnel d'instructeurs des Angels de la Californie de la Ligue majeure de baseball. Il succède en 1973 à Del Rice comme manager du club. Il est le premier gérant de l'histoire du baseball majeur à avoir de l'expérience au niveau collégial. Avec 79 victoires contre 83 défaites cette année-là, les Angels terminent en 4e place sur 6 clubs dans la division Ouest de la Ligue américaine. En 1974, l'équipe perd 44 de ses 75 premiers matchs et Winkles est remplacé par Dick Williams.
Le 9 juillet 1974, après avoir été congédié par les Angels, Winkles est engagé comme instructeur de troisième but des Athletics d'Oakland, qui deviennent champions du baseball en remportant la Série mondiale 1974. Après une année 1975 au même poste, il est instructeur chez les Giants de San Francisco en 1976, puis revient chez les Athletics, qui lui offrent le poste de gérant la saison suivante. Il hérite d'un club dépeuplé, vivant les difficiles lendemains de la glorieuse époque de 1971 à 1975 marquée par 5 titres de division consécutifs et trois conquêtes de la Série mondiale en autant d'années (1972 à 1974).  À sa première année à la barre en 1977, Winkles dirige une équipe de dernière place, qui croupit dans les bas-fonds de la division Ouest de la Ligue américaine avec 63 victoires et 98 défaites. En 1978, les A's surprennent avec un bon départ : après 39 matchs, ils ont 24 victoires contre 15 défaites et trônent au sommet de leur division, avec deux matchs d'avance. Mais après un programme double le 21 mai, Winkles démissionne, incapable de supporter plus longtemps l'excentrique propriétaire Charlie O. Finley. C'est Jack McKeon, que Winkles avait remplacé comme gérant des Athletics, qui prend la relève. L'équipe perd 78 des 123 matchs restant au calendrier régulier et dégringole au classement pour terminer 6e sur 7 équipes dans la division Ouest, avec 69 victoires et 93 défaites.
Bobby Winkles a dirigé 384 matchs dans les majeures. Les équipes qu'il a dirigées ont remporté 170 rencontres contre 213 défaites, pour un pourcentage de victoires de ,444. Il est instructeur pour les White Sox de Chicago de 1979 à 1981 et supervise leur réseau de filiales en ligues mineures de 1982 à 1985. Il est entraîneur des frappeurs des Expos de Montréal de 1986 à 1988. À partir de 1989, et pour plusieurs saisons, il est analyste occasionnel lors des matchs des Expos à la radio anglophone de Montréal.